# Campionati europei di skeleton 1988
I Campionati europei di skeleton 1988, ottava edizione della manifestazione organizzata dalla Federazione Internazionale di Bob e Skeleton, si sono tenuti il 14 febbraio 1988 a Winterberg, nell'allora Germania Ovest, sulla Bobbahn Winterberg, il tracciato sul quale si svolse la rassegna continentale del 1984 (unicamente nella specialità maschile). La località della Renania Settentrionale-Vestfalia ha quindi ospitato le competizioni europee per la seconda volta nel singolo maschile. Anche questa edizione si è svolta con la modalità della "gara nella gara" contestualmente a una tappa della Coppa del Mondo 1987/1988.

## Risultati

### Skeleton uomini
La gara si è disputata il 14 febbraio 1988.
| Pos. | Atleti             | Nazione  |
| ---- | ------------------ | -------- |
|      | Alain Wicki        | Svizzera |
|      | Andi Schmid        | Austria  |
|      | Franz Plangger     | Austria  |
| 4    | Michael Grünberger | Austria  |
| 5    | Christian Auer     | Austria  |

## Medagliere
| Pos.   | Paese    | Oro | Argento | Bronzo | Totale |
| ------ | -------- | --- | ------- | ------ | ------ |
| 1      | Svizzera | 1   | 0       | 0      | 1      |
| 2      | Austria  | 0   | 1       | 1      | 2      |
| Totale | Totale   | 1   | 1       | 1      | 3      |